# Макарьевская пустынь (Ленинградская область)
Макариевая пу́стынь — монастырь Гатчинской епархии Русской православной церкви, расположенный в Тосненском районе Ленинградской области. Восстанавливается с 2005 года.

## История

### Начало обители
Основан в середине XVI века преподобным Макарием Римлянином, назначенным сюда же игуменом митрополитом Новгородским Макарием. Тогда же в монастыре была построена первая деревянная церковь во имя Успения Пресвятой Богородицы. После смерти основателя обители его тело было погребено с северной стороны от храма. Вскоре на пожертвования была построена вторая деревянная церковь во имя преподобного Савватия Соловецкого.
В 1611 и 1615 годах монастырь был разорён шведскими войсками под предводительством Якоба Делагарди, монахи убиты, а библиотека сгорела. Потом обитель снова была восстановлена. Кроме двух храмов, согласно описи 1628 года в монастыре были три монашеские кельи и небольшие земельные владения.
Насельники жили замкнуто, её игумены никогда не избирались на высокие церковные посты, их не приглашали на духовно-государственные собрания.

### Монастырь в XVIII—XIX веках
В конце первой половины XVIII века пустынь постепенно вновь пришла в упадок и находилась под ведением Александро-Невской лавры. В 1761 году вновь была построена церковь Успения Пресвятой Богородицы. А над могилой первого настоятеля обители был устроен придел, освящённый в честь преподобного Макария. В том же году на острове, где в последние годы своей жизни поселился преподобный, была построена часовня.
В 1764 году в ходе секуляризационной реформы, проводимой Екатериной II, монастырь был упразднён, а храм стал приходским с определением к ней священника. Вскоре церковь была приписана к Никольскому храму в селе Добром.
Долгие годы пустынь пребывала в забвении. Кельи не сохранились, богослужение совершалось только в дни памяти преподобного Макария по просьбе паломников. Лишь в 1840 году на месте обветшавшей Успенской церкви соорудили новую с тем же именем, а также возобновили часовню с колодцем на острове. Над местом погребения Макария была устроена позолоченная рака с древним почитаемым образом преподобного. Один престарелый священник поселился при храме и совершал богослужения. Но в 1850 году церковь вновь была забыта, при этом в 1871 году она была отремонтирована на средства благотворителей. Кроме того, рядом был построен небольшой странноприимный дом. Однако отсутствие надлежащего надзора привело к быстрому обветшанию построек: крыша храма дала течь, ветер снёс с глав кресты, пол в церкви подгнил, монастырские домики не имели печей.

### Миссионерский монастырь
В декабре 1893 года на имя архиепископа Новгородского и Старорусского Феогноста поступило прошение за подписью нескольких тысяч лиц о ходатайстве перед Святейшим Синодом о возобновлении Макарьевой пустыни и обращении её в миссионерский монастырь. Ходатайство было удовлетворено. 17 (29) октября 1894 года состоялось торжество открытия «Воскресенского практически-миссионерского монастыря», настоятелем которого был назначен известный синодальный миссионер иеромонах Арсений (Алексеев). На станции Любань было устроено подворье монастыря, которое торжественно освящено 5 (17) августа 1894 года. Была проложена дорога до деревни Вериговщина.
Предполагалось, что будет возведён новый соборный храм, который станет копией Иерусалимского собора, а сам монастырь будет устроен в соответствии с топографией Иерусалима. Кроме того, планировался ремонт старого Успенского собора и устройство зала для собеседований. Однако планы нарушил пожар, уничтоживший почти всю обитель.
Вскоре после пожара на месте сгоревшего храма был устроен новый деревянный, над мощами преподобного появилась новая рака. Жертвователей на восстановление обители было много. Среди них Иерусалимский патриарх Дамиан, передавший в 1900 году монастырю икону Воскресения Христова. Были построены колокольня, братский корпус, гостиница, рига, мастерские, хлебопекарня. На островке в русле реки Лезны сложили модель святой горы Афон. Часовня на месте последних подвигов преподобного Макария была обращена в небольшой храм в честь «подвижников и подвижниц, просиявших подвигом пощения, вспоминаемых Святою Церковью в субботу Сырной недели». В 1902 году в обители насчитывалось 80 монахов.
- Успенская церковь, 1902 год
- Общий вид монастырских построек, 1902 год

Монашеская жизнь в Макариевой пустыни продолжалась до февраля 1932 года, когда её братия во главе со схиепископом Макарием (Васильевым) была арестована и репрессирована.

### Период ликвидации
В закрытом монастыре разместили ремесленную школу с интернатом, потом совхоз, ещё позже − отделение Свирьлага.
Во время Великой Отечественной войны пустынь оказалась на оккупированной фашистами территории. В 1942 году, в ходе неудачного наступления советских войск на Любань, все монастырские строения были разрушены.

### Возобновление монастыря
После падения советской власти заброшенную обитель стали посещать православные паломники. В 2004 году пустынь посетил молодой чтец Дмитрий Титов из Никольской церкви посёлка Мга, который провёл в пустыни несколько дней. Он высказал намерение испросить благословение священноначалия поселиться здесь насовсем. Ему удалось увлечь идеей восстановления пустыни игумена Тихвинского Успенского монастыря Евфимия (Шашорина), который в 2005 году постриг нового послушника в мантию с именем Давид, благословив на возрождение пустыни и основание там монастырского скита. В 2006 году отец Давид был рукоположен в сан иеромонаха и утверждён в должности скитоначальника Макарьевской пустыни. 23 мая 2014 года иеромонах Давид скончался и был погребён справа от алтаря строящейся церкви.
До 2016 года раз в месяц в пустынь ходила группа паломников во главе с настоятелем храма иконы Божией Матери «Всех скорбящих Радость» города Тосно иереем Сергием Рысевым и служилась литургия.
Возрождение монастыря продолжается. Настоятелем является иеромонах Макарий (Тягловский).

## География
Монастырь расположен в урочище Макарьевская Пустынь на южном берегу Макарьевского болота, у истока реки Лезна, который искусственным каналом «Макарьевская канавка» связан с рекой Мга.
- Деревня Макарьевская Пустынь и монастырские постройки на карте 1941 года